# Сагандыков, Люкот
Люкот Серикбаевич Сагандыков (1924—2008) — советский чабан, передовик производства в животноводстве. Герой Социалистического Труда (1971).

## Биография
Родился 7 ноября 1924 года в Иртышском районе Павлодарской области Казахская ССР.
До 1942 года работал помощником чабана. С 1942 года призван в ряды Красной армии — участник Великой Отечественной войны, был ранен в бою. Участвовал в Берлинской наступательной операции и взятии Берлина.
С 1945 года после демобилизации из Красной армии, работал чабаном и старшим чабаном совхоза «Черлакский» в посёлке Нововаршавка, Нововаршавского района Омской области. Л. Сагандыков работая в совхозе зарекомендовал себя трудолюбивым человеком и большим знатоком овцеводства. Л. Сагандыков постоянно добивался высоких показателей в труде, был многократным участником Выставки достижений народного хозяйства СССР и четырежды награждался золотой, серебряной и бронзовыми Медалями ВДНХ.
В 1970 году выполняя взятые на себя повышенные обязательства — получил от 100 овцематок — 140 ягнят.
8 апреля 1971 года Указом Президиума Верховного Совета СССР «за выдающиеся успехи, достигнутые в развитии сельскохозяйственного производства и выполнении пятилетнего плана продажи государству продуктов животноводства»  Люкот Сагандыков был удостоен звания Героя Социалистического Труда с вручением Ордена Ленина и золотой медали «Серп и Молот».
Жил в посёлке Нововаршавка Нововаршавского района Омской области. Умер 4 августа 2008 года.

## Награды
- Медаль «Серп и Молот» (8.04.1971)
- Орден Ленина (8.04.1971)
- Орден Отечественной войны II степени (11.03.1985)
- Медали ВДНХ